# Giani Stuparich

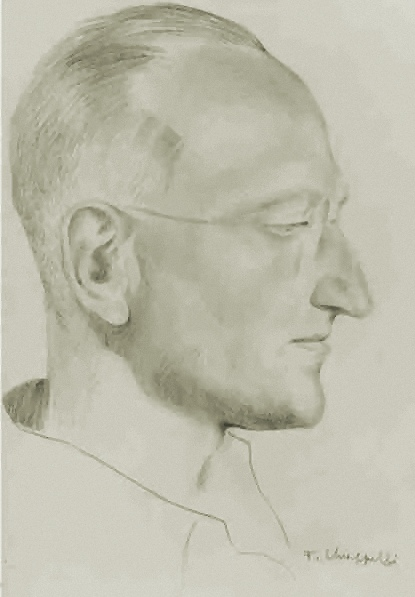
Giani Stuparich (um 1936)

Giani Stuparich (* 4. April 1891 in Triest, Österreich-Ungarn; † 7. April 1961 in Rom) war ein italienischer Schriftsteller und Journalist.

## Leben
Giani Stuparich wurde am 4. April 1891 in Triest, das zur damaligen Zeit zu Österreich-Ungarn gehörte, geboren. Sein Vater Marco Stuparich stammte von der Insel Lošinj (heutiges Kroatien), seine Mutter Gisella Gentilli war Triestinerin.
Stuparich studierte in Prag, Berlin und Florenz italienische Literatur. Seinen Lebensunterhalt verdiente er mit Artikeln, die er für die Zeitung La Voce verfasste. In seinen ersten Arbeiten befasste er sich mit der Situation der Slawen, insbesondere der Tschechen, im Vielvölkerstaat Österreich-Ungarn. Als Italien 1915 Österreich-Ungarn den Krieg erklärte, meldete sich Stuparich freiwillig zum italienischen Wehrdienst und diente im ersten Regiment der Grenadiere Sardiniens. Er kämpfte zusammen mit seinem Bruder Carlo und seinem Freund, dem Schriftsteller Scipio Slataper, im Karst bei Monfalcone und später am Monte Cengio. Mehrfach verwundet und von der österreichisch-ungarischen Armee im Mai 1916 gefangen genommen, kehrte Stuparich erst 1918 nach Triest zurück. Für seine Verdienste im Ersten Weltkrieg wurde ihm die italienische Tapferkeitsmedaille verliehen. In seiner Heimatstadt heiratete er 1919 die Schriftstellerin Elody Oblath, mit der er drei Kinder hatte: Giovanna, Giordana und Giancarlo.
Vom Trauma des Ersten Weltkrieges und dem Tod seines gefallenen Bruders Carlo und Freundes Scipio gezeichnet, begann Stuparich erneut zu schreiben. Er veröffentlichte zahlreiche Romane und Erzählungen, in denen er das Erlebte verarbeitete. Von 1921 bis 1941 unterrichtete er Literatur am Lyzeum Dante Alighieri in Triest. 1942 übernahm er die Leitung des Instituts für Denkmalpflege in Triest. 1945 wurde Stuparichs jüdische Ehefrau zusammen mit ihrer Mutter im Konzentrationslager Risiera di San Sabba bei Triest inhaftiert: Er folgte ihnen freiwillig in die Haft. Nur auf Veranlassen des Triestiner Bischofs Antonio Santin und des Präfekten Bruno Coceani wurde die Familie wieder freigelassen.
Beim Kunstwettbewerb der Olympischen Sommerspiele 1948 in London gewann Stuparich für sein Werk La Grotta (Die Höhle) die Goldmedaille in der Kategorie Epische Werke.
Wenige Tage nach der Veröffentlichung seines Werks Il ritorno del padre starb Stuparich am 7. April 1961 in Rom.

## Veröffentlichungen (Auszug)
- Nazione Ceca, Florenz, 1915
- Colloqui con mio fratello, Mailand, 1925
- I Racconti, Turin, 1929
- Guerra del'15, Mailand, 1931
- Donne nella vita di Stefano Premuda, Mailand, 1932
- La Grotta (Die Höhle), Mailand, 1933
- Nuovi Racconti, Mailand, 1935
- Ritorneranno, 1941
- L'Isola (Die Insel), Turin, 1942
- Pietà del Sole, Florenz, 1942
- Stagioni alla fontana, Mailand, 1942
- Giochi di Fisionomie, Mailand, 1942
- L'altra Riva, Mailand, 1944
- Ginestre, Mailand, 1945
- Trieste nei miei ricordi, 1948
- Simone, Turin, 1953.
- Piccolo Cabotaggio, Turin, 1955
- Poesie 1944-1947, 1955
- Ricordi Istriani (Erinnerungen an Istrien), 1961
- Il ritorno del padre, 1961

## Auszeichnungen
- Italienische Tapferkeitsmedaille (Medaglia d’oro al valor militare)
- Goldmedaille für La Grotta bei den Kunstwettbewerb der Olympischen Sommerspiele 1948